# Ottermühle (Biebertal)

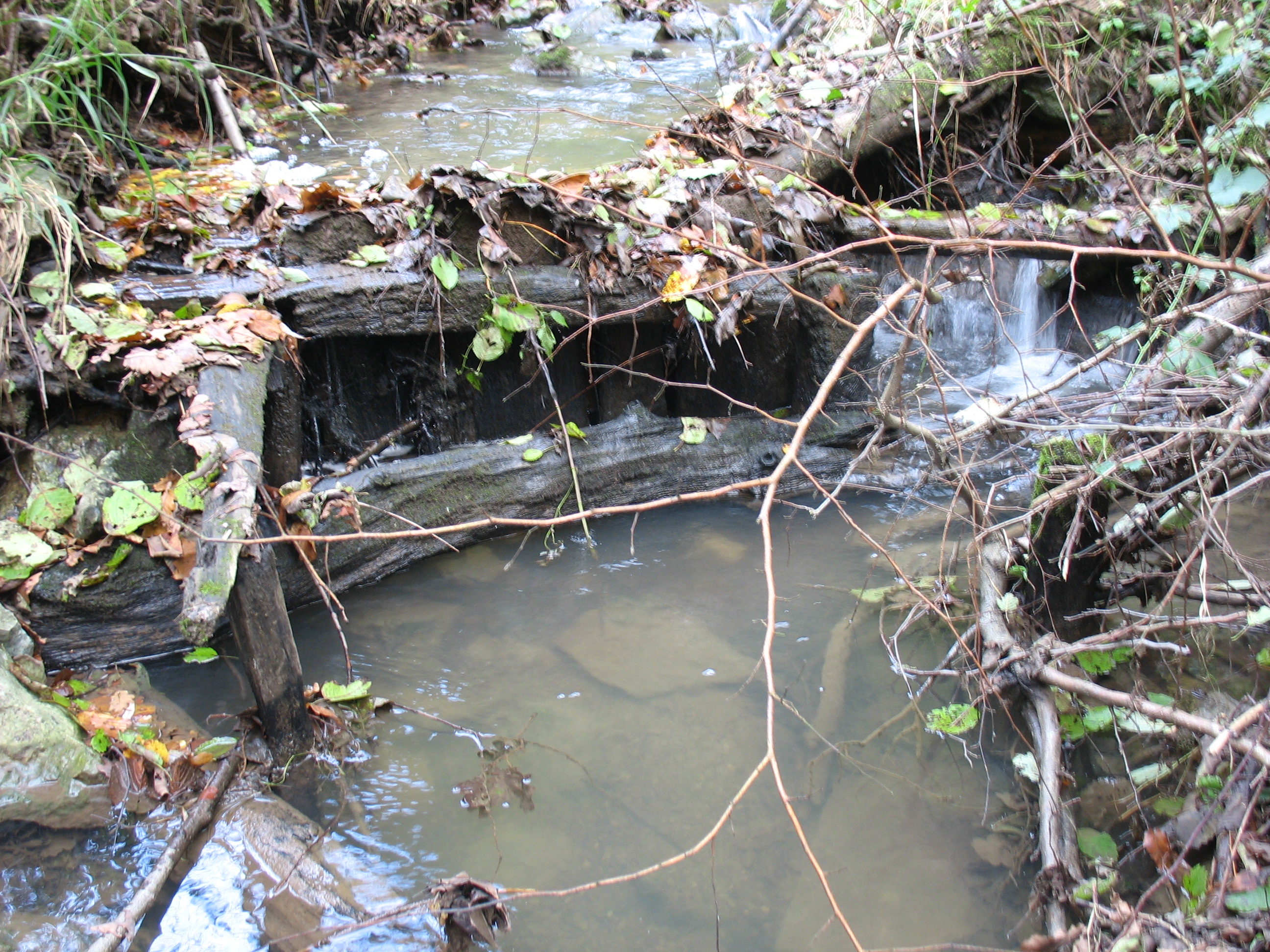
Überreste der Ottermühle im Biebertal 2007

Die Ottermühle war eine der 14 Mühlen an der Bieber. Sie war von der Quelle aus betrachtet die erste Mühle an der Bieber und befand sich im Dünsbergbachtal in der heutigen mittelhessischen Großgemeinde Biebertal. Erbaut wurde sie um 1580, ist aber heute nicht mehr existent.

## Geschichte
In einer die Steinmühle betreffende Akte im Staatsarchiv Marburg wird berichtet, dass sich ein Emerich Steinmüller als Müller selbstständig gemacht hat und seine Nachkommen die Ottermühle betrieben haben. Emerich Steinmüller wurde um 1560 geboren und starb 1594. Ein Nachkomme Steinmüllers wird in einem Schreiben des Königsberger Amtmanns an die Regierung in Gießen im Jahre 1738 erwähnt. Er schreibt:
„Konrad Steinmüller auf dem Ottermühlchen lebt, sehr Arm und ein liederlicher Kerl ist und das Mühlchen in schlechten Zustand sich befindet“
Konrad Steinmüller ist 1746 Soldat im Gießener Kreisregiment, was darauf hindeutet, dass er die Mühle aufgegeben hat.
Der Standort der Mühle ist heute nur noch durch wenige Bodenrelikte im Bachlauf zu erkennen.